# O Sábio (álbum)
O Sábio é o primeiro álbum de estúdio do cantor brasileiro MC Poze do Rodo, lançado em 11 de novembro de 2022. O álbum conta a história do cantor dos momentos difíceis que viveu em sua infância na Comunidade do Rodo com envolvimento com drogas, armas e prisão. No que diz respeito à superação de obstáculos e momentos difíceis em sua vida.

## Contexto e concepção do álbum
Apesar de O Sábio ser o primeiro álbum de MC Poze, o cantor já era conhecido pelo público graças aos hits Tô Voando Alto e Os Coringas do Flamengo, ambos de 2019. Em 2021, MC Poze assinou com a Mainstreet Records, fundada por Orochi. À época, Poze já faturava mais de 200 mil reais por mês com shows.
Para o álbum, Poze afirmou buscar falar sobre sua vida e contar as lições que aprendeu. Todas as faixas do álbum possuem videoclipes.

## Faixas
| N.º            | Título                                  | Produtor(es)             | Duração |  |
| 1.             | "Talvez"                                | DJ Nemo NTR Felipe Rosa  | 2:44    |  |
| 2.             | "Pesadão" (part. MC Cabelinho, Bielzin) | Ajaxx                    | 3:49    |  |
| 3.             | "To de Pé" (part. Major RD, Borges)     | jess beats               | 3:22    |  |
| 4.             | "Tropa do Mantém" (part. Orochi, Raffé) | Ajaxx DJ Nemo NTR        | 3:58    |  |
| 5.             | "Mundo Covarde" (part. Oruam)           | Felipe Rosa Mandark      | 3:14    |  |
| 6.             | "Tropa do Sábio"                        | Portugal no Beat         | 2:26    |  |
| 7.             | "Ai Calica" (part. Vulgo FK)            | Portugal no Beat Galdino | 3:06    |  |
| 8.             | "Frio e Calculista" (part. João Gomes)  | jess beats Dicastro      | 3:43    |  |
| 9.             | "Não Vou Falhar"                        | Ajaxx Galdino Sonni      | 2:50    |  |
| Duração total: | Duração total:                          | Duração total:           | 29:17   |  |

## Recepção
Para a Folha de S.Paulo, o crítico musical Bernardo Oliveira incluiu O Sábio na lista dos melhores discos de 2022 e se referiu a MC Poze como "o principal artista da vanguarda negra popular carioca". Ao mesmo tempo em que exaltou o MC como um artista destinado a brilhar, Silvio Essinger criticou o machismo presente no álbum, enfatizando que a única menção feminina positiva no disco inteiro era referente à mãe de Poze.
| Críticas profissionais | Críticas profissionais |
| Avaliações da crítica  | Avaliações da crítica  |
| Fonte                  | Avaliação              |
| ---------------------- | ---------------------- |
| O Globo                | Positiva               |
| Folha de S.Paulo       | Positiva               |

### Controvérsia com MC Paiva
MC Paiva fez em seu Instagram uma sequência de publicações acusando Poze de ter inserido um policial chamado Paiva no clipe da música Talvez, que faz menção à Chacina do Jacarezinho, como provocação. Além de explicar seu incômodo, o paulista chamou Poze de "vagabundo" e chamou-o para se encontrarem e discutirem o acontecimento. No meio de diversos xingamentos, Paiva ainda declarou que pode circular tranquilamente pelo Rio de Janeiro por ser bem visto e insinuou que Poze não poderia fazer a mesma coisa em São Paulo.